# Takamatsu Kikuko

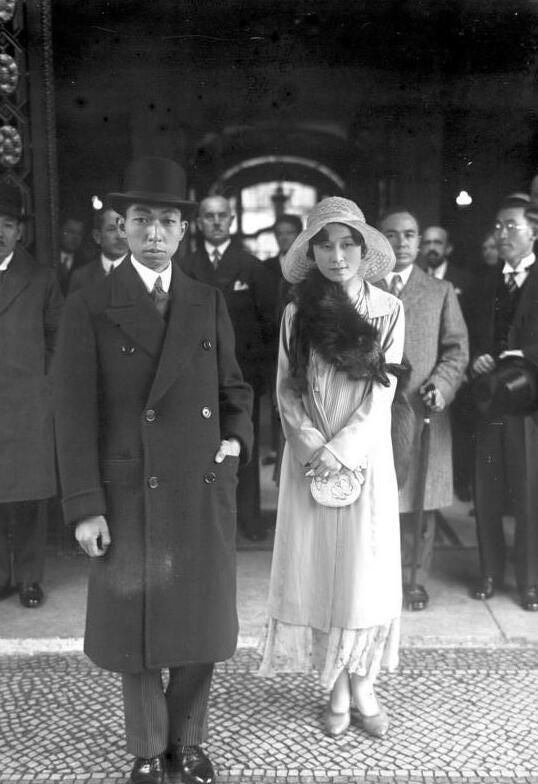
Prinzessin Takamatsu (rechts) mit ihrem Ehemann, Prinz Takamatsu, vor dem Hotel Adlon in Berlin, 1930

Prinzessin Takamatsu Kikuko (jap. 宣仁親王妃喜久子, Nobuhito-shinnōhi Kikuko oder 高松宮妃 喜久子, Takamatsu-no-miya-hi Kikuko; * 26. Dezember 1911 in Tokio; † 18. Dezember 2004 in Tokio) war eine japanische Prinzessin.
Prinzessin Takamatsu, geboren als Tokugawa Kikuko (徳川 喜久子) und älteste Tochter des Prinzen Tokugawa Yoshihisa trug den Titel „Kaiserliche Hoheit“. Sie war die Witwe von Prinz Takamatsu Nobuhito, dem dritten Sohn des Taishō-tennō Yoshihito und jüngeren Bruder des Shōwa-tennō Hirohito. Ihr Großvater war der letzte japanische Shōgun Tokugawa Yoshinobu. Prinzessin Takamatsu war eine Tante des emeritierten Tennō von Japan, Akihito.
Ihre Ausbildung absolvierte Takamatsu noch unter dem Namen Kikuko in der Mädchenabteilung der Gakushūin-Universität in Tokio. Sie heiratete den Prinzen Takamatsu am 4. Februar 1930 im Kaiserlichen Palast. Nach dem Zweiten Weltkrieg arbeiteten beide für wohltätige Hilfsorganisationen, ihr besonderer Einsatz galt den Leprakranken. Nach Tod des Prinzen Takamatsu wurde die Prinzessin Schirmherrin der Krebsforschungsgesellschaft ihres Mannes, der Princess Takamatsu Cancer Research Foundation.
1991 entdeckte die Prinzessin Tagebücher des Prinzen Takamatsu, die er zwischen 1934 und 1947 geschrieben hatte und ließ sie anschließend in einer Zeitschrift veröffentlichen. Seit September 1999 kränkelte Prinzessin Takamatsu. Entgegen den üblichen Gepflogenheiten des japanischen Kaiserhauses hat sich Prinzessin Takamatsu im Jahr 2002 in einer japanischen Frauenzeitschrift zu Wort gemeldet und eine Gesetzesänderung zu Gunsten einer weiblichen Thronfolge gefordert. Takamatsu wies dabei auf die weibliche Regentschaft in England und Schweden hin. Sie sah gute Aussichten, eine Gesetzesänderung im japanischen Parlament durchzusetzen und Prinzessin Aiko, das erste Kind von Kaiser Naruhito und seiner Frau Kaiserin Masako, zur weiblichen Tennō werden zu lassen.
Sie lebte bis zu ihrem Tod im Takanawa-Palast in Tokios Stadtbezirk Minato. Die Prinzessin verstarb am 18. Dezember 2004 an einer Blutvergiftung.